# Henryk Górecki: Symphony No. 3 (Symphony of Sorrowful Songs)
Henryk Górecki: Symphony No. 3 (Symphony of Sorrowful Songs) — концертний альбом англійської музикантки Бет Гіббонс у співпраці з Симфонічним оркестром Польського національного радіо під керівництвом Кшиштофа Пендерецького, випущений 29 березня 2019 року лейблом Domino Recording Company. Це виконання Симфонії № 3 польського композитора Генрика Гурецького, записаної у Варшаві 29 листопада 2014 року. Альбом отримав схвальні відгуки критиків.

## Відгуки критиків
Альбом отримав 84 бали зі 100 на агрегаторі рецензій Metacritic на основі рецензій 13 критиків, що свідчить про «загальне визнання». Uncut вважає, що Гіббонс «чудово оживляє велику класичну молитву Гурецького, виражаючи співчуття, яке відчувається глибоко і проникливо», тоді як Mojo коментує, що «Гіббонс не підводить».[2] Q назвав її «річчю пронизаної скорботою краси, і Гіббонс вносить ніжний біль у ці слова про втрачених дітей і матерів, її голос вражаюче піднімається і опускається відповідно до нагоди».

## Трек-лист
| #     | Назва                                                          | Тривалість |
| ----- | -------------------------------------------------------------- | ---------- |
| 1.    | «Symphony No. 3: I. Lento – Sostenuto tranquillo ma cantabile» | 24:39      |
| 2.    | «Symphony No. 3: II. Lento e largo – Tranquillissimo»          | 8:18       |
| 3.    | «Symphony No. 3: III. Lento – Cantabile – Semplice»            | 15:56      |
| 48:53 |                                                                |            |

## Чарти
| Чарт (2019)                                  | Пікова позиція |
| -------------------------------------------- | -------------- |
| Австрія Austrian Albums (Ö3 Austria)         | 58             |
| Бельгія Belgian Albums (Ultratop Flanders)   | 23             |
| Бельгія Belgian Albums (Ultratop Wallonia)   | 36             |
| Франція French Albums (SNEP)                 | 78             |
| Німеччина German Albums (Offizielle Top 100) | 25             |
| Португалія Portuguese Albums (AFP)           | 28             |
| Шотландія Scottish Albums (OCC)              | 15             |
| Швейцарія Swiss Albums (Schweizer Hitparade) | 44             |
| Велика Британія UK Albums (OCC)              | 35             |
| Велика Британія UK Independent Albums (OCC)  | 5              |